# Centro ucraniano cultural y educativo
El Centro ucraniano cultural y educativo es un museo, galería y biblioteca en Winnipeg, Manitoba, Canadá. Fue fundado en 1944 por la Federación Nacional Ucraniana de Canadá, un museo de archivo, biblioteca y galería de arte. Es la mayor institución ucraniana cultural de su tipo en Canadá.
El museo recoge y preserva materiales y artefactos incluyendo documentos, mapas antiguos, libros raros, películas, fotografías, objetos de arte popular, herramientas de pioneros, instrumentos musicales y trajes regionales populares. La galería exhibe obras de artistas ucranianos canadienses e internacionales.
La biblioteca cuenta con más de 40 000 libros y publicaciones periodísticas, incluyendo colecciones ucranianas para niños, el folclor, la música, las humanidades y las ciencias, y una colección de libros raros y materiales de referencia.